# Rohan
Rohan (a sindarin Rochand-ból) vagy Lovasvég (Riddermark, Mark) kitalált ország, a J. R. R. Tolkien által megalkotott Középfölde legnagyobb emberi királysága Gondor után. Az Ered Nimraistól (Fehérhegység) északra, a Nan Curunírtól délre, az Anduintól nyugatra és a Vasfolyótól keletre helyezkedik el. Az itt élő emberek híresek lótenyésztésükről.

## Története

### A lovasurak népe
|  | Alább a cselekmény részletei következnek! |

Éothéod országa az Anduin forrásánál terült el. Őseik II. Earnil gondori király idejében települtek erre a vidékre az Anduin mellékvölgyeiből. Az éothéodiak valószínűleg rokonságban álltak a beornfiakkal, királyaik pedig Rhovanion királyaitól származónak tekintették magukat (ezáltal részben gondori királyi vér is folyt ereikben).
Sajátos szeretettel és tisztelettel tekintettek a lovakra. Középfölde legjobb lótenyésztőiként tartották őket számon. (A Nazgûlok lovai is rohani lovak voltak, melyeket portyázások során szereztek). Éorl lova Felaróf volt mind közül a legszebb, leggyorsabb és olyan sokáig élt, mint ember gazdája. Felaróf utódait nevezték mearáknak. Ezek csak Lovasvég királyait tűrték meg hátukon (egészen Keselyüstökig, aki Gandalf társa lett). A legendák szerint maga Oromë, a vala(a lovasvégiek nyelvén Béma) ajándékozta a lovasuraknak a mearák apját.
A rohírok (éothéodiak) hadseregének fő ereje a könnyű- és a nehézlovasságban rejlett. Hatalma csúcsán Rohan állítólag húszezer lovast volt képes hadrendbe állítani, azonban a gyűrűháború veszélyei miatt Pelennor mezején csak mintegy hatezer rohír szállt csatába Gondor mellett.
Seregük felépítése egyszerű volt. Magát a sereget éoherënek nevezték. Megkülönböztettek ezen kívül kisebb egységeket is, ezeket nevezték éorednek. Egy éored minimálisan 120 főből állt (Legolas, amikor Éomer csapatával találkoztak 105 lovast számolt meg, ám Éomer elmondta, hogy a korábbi csaták során 15 bajtársa esett el).

### Rohan létrejötte
Eredetileg Rohan területe Gondor birodalmához tartozott, Calenardhon néven. Ám Harmadkor 2501-ben az északkelet felől Gondorra támadó vademberek és a hegyekből lezúduló orkok betörtek a Barnaföldek és Calenardhon területére. Gondor segítséget kért, Cirion több lovasfutárt menesztett északra annak reményében, hogy a vad vidékeken keresztüljutva elérik Éothéod országát, és hírét viszik Gondor szorult helyzetének.
A kérés hatására egy váratlan szövetséges jelent meg Celebrant mezején (a csata helyén): az ifjú Éorl, az éothéodi emberek ura. Seregével vállalta a hatalmas (800 mérföldes) utat Gondor megsegítésére. A sereg vonulása közben varázslatos események sora segítette a Lovasurak népének ifjú vezérét.
Mivel Calenardhon népessége a sorozatos támadások hatására nagyon megfogyatkozott, Cirion helytartó az örök barátság zálogaként Éorl és népe rendelkezésére bocsátotta ezt a földet, mindezt Éorl Esküjében, Elendil örök nyughelyén, az Amon Anwar csúcsán szentesítették.
Éorl aztán délre hozatta asszonyait és megalapította Rohan királyságát. Székhelyét egy zöld domb tetején építtette fel az Ered Nimrais lábánál. A rohírok ettől fogva hű szövetségesei lettek a gondoriaknak, a fehér lóval díszített zöld zászló sokszor lobogott a helytartói tiszta fehér, majd a fekete-ezüst királyi zászló mellett a csatákban.

### Rohan uralkodói
Rohan első királya Éorl volt, ő lett az Első nemzetség alapítója. Tolkien történeteiben három nemzetséget említ. Az első kettő eltávozott tagjait az Edorasba vezető út mellett keletre és nyugatra temették el.

#### Első nemzetség
- 2485-2545.: Éorl
- 2545-2570.: Brego (2512-70) – ő fejezte be Meduseld építését. Aragornék az ő fiának, Baldornak a holttestét találták meg a Holtak Ösvényén
- 2570-2645.: Öreg Aldor (2544-2645)
- 2645-2659.: Fréa (2570-2659)
- 2659-2680.: Fréawine (2594-2680)
- 2680-2699.: Goldwine (2619-99)
- 2699-2718.: Déor (2644-2718)
- 2718-2741.: Gram (2668-2741)
- 2741-2759.: Pörölykezű Helm (2691-2759)

#### Második nemzetség
Helm fiai Haleth és Háma idő előtt meghaltak, azért Helm nővérének fia, Fréaláf lett a második nemzetség alapítója
- 2759-2798.: Fréaláf (2726-98)
- 2798-2842.: Brytta (2752-2842)
- 2842-2851.: Walda (2780-2851)
- 2851-2864.: Folca (2804-64)
- 2864-2903.: Folcwine (2830-2903)
- 2903-2953.: Fengel (2870-2953)
- 2953-2980.: Thengel (2905-80) – öt gyermeke született, közülük csak a második, Théoden volt fiú. Az utolsó gyermek Théodwyn volt, akit Théoden nagyon szeretett.
- 2980-3019.: Théoden (2948-3019) – egyetlen fia született, Théodred, ám ő a Gyűrűháború alatt csatában elesett.

#### Harmadik nemzetség
2898-ban Théodwyn feleségül ment Éomundhoz. Kettejük házasságából született Éomer és Éowyn. A pelennori csatában elesett Théoden végrendeletében Éomerre hagyta a koronát, és országát. Így lett Éomer a Lovasvég Harmadik nemzetségének alapítója.
- 3019-3084. (nk. 63.): Éomer Éadig
- 3084- Szép Elfwine – bár Tolkien történetei Éomer uralkodásával érnek véget, a könyv megemlíti Éomer és Dol amrothi Lothíriel fiát.

(megj.: minden évszám a Harmadkorban értendő)

## Rohan szerepe a gyűrűháborúban
A gyűrűháború ideje alatt Théoden volt az uralkodó, bár a háború előzményei már régóta nehezítették Rohan dolgát. Théoden apjának, Thengel uralkodásának idején nyilvánította magát Saruman Vasudvard urának (Vasudvard egy gondori enklávé volt Rohan területén, míg II. Echtelion gondori helytartó Saruman rendelkezésére bocsátotta az erődítményt).
Saruman egyre nagyobb hatalomra tett szert a térségben. Maga mellé állította a dúnföldieket (akik alapvetően nem szerették a rohírokat, földbitorlónak tartották őket). Ráadásul mágiával vagy anélkül sikerült Théodent báburalkodóvá változtatnia. Ebben hatalmas szerepe volt a király tanácsadójának, Kígyónyelvű Grímának, aki folyamatos Saruman melletti "politizálásával" tehetetlenné változtatta Théodent. Gríma szemet vetett a gyönyörű Éowynra is, ám mivel Théoden udvarmestere, Éomer vigyázott húgára, Kígyónyelv kénytelen volt őt eltávolíttatni az udvarból, és kegyvesztetté tenni.
Éomer ilyen körülmények között találkozott Aragornékkal és Gandalffal. Edorasba visszatérve Gríma már nem tudott ellenállni Vészmadár Gandalf új hatalmának, és kénytelen volt távozni urához, Sarumanhoz. Gandalf pedig rádöbbentette arra Théodent, hogy országának nem olyan sötét a helyzete, mint ahogy azt éveken át képzelte (Gríma hathatós közbenjárására). Théoden ettől kezdve lett valójában a Lovasvég királya. A könyv szellemi és fizikai megfiatalodásáról számol be. Első teendői közé tartozott Szarumán ork seregének feltartóztatása, megsemmisítése. Ehhez népének vissza kellett vonulnia a legendás Helm-szurdokba, ahol mindez sikerült is. Ezután Théoden minden maradék erejét (és seregét) összegyűjtve elindult Anórienen át Pelennor mezejére, hogy megsegítse Gondort az örök barátságnak megfelelően. Pelennor mezején Théoden hősi halált halt, utódja Éomer lett, aki még szorosabb kapcsolatot épített ki Elessar Telcontarral, Gondor uralkodójával. Éorl esküjét (immár a Király jelenlétében) újra letette Éomer ugyanott és ugyanúgy, ahogy elődje, Ifjú Éorl.
Vasudvardot az entek és a huornok tisztították meg Saruman gonoszságától.